# كروزيه (أين)
كروزيه (بالفرنسية: Crozet)‏ هي بلدية فرنسية تقع في إقليم الأين في فرنسا. رمز إنسي لها هو:1135. أما الرمز البريدي لها فهو: 1170.